# Buss-Mühle
Die Buss-Mühle (Schreibweise auch Buss- oder Bußmühle; alternativ auch Bruchmühle genannt) ist eine denkmalgeschützte Turm-Holländerwindmühle in Krefeld-Uerdingen.

## Geschichte
Die Mühle wurde im Jahr 1795 nordwestlich von Uerdingen errichtet, um den steigenden Bedarf an Mehl der wachsenden Einwohnerzahl der Stadt Uerdingen zu decken. Wegen des Standortes auf dem Bruchfeld am Uerdinger Bruch wurde und wird sie auch Bruchmühle genannt. Anfangs hieß sie zur Abgrenzung von der erheblich älteren Uerdinger Stadtmühle (dem heutigen Eulenturm) auch Neue Mühle.
1831 wurden beide Uerdinger Windmühlen an den Krefelder Müller Terhegen verkauft. Später gelangten die Mühlen in den Besitz der niederrheinischen Müllerfamilie Hermanns-Hardering und hieß von da an auch Hermannsmühle.
Im Jahr 1896 heiratete die Erbin der Mühle, eine Enkelin des ehemaligen Müllers Wenzel Hardering, den Müller Carl Buss. Das Paar führte den Betrieb fort, die Mühle ist seitdem als Buss-Mühle bekannt. Neben der Mühle baute die Familie Buss auch eine Bäckerei auf, in der das eigene Mehl verarbeitet wurde.
Der Mühlenbetrieb wurde bis 1930 fortgesetzt, allerdings zuletzt mit Motor- statt Windkraft – die Flügel der Mühle wurden zwischen 1910 und 1915 demontiert. Die Buss’sche Bäckerei, deren Markenzeichen die Mühle war, wurde nach Stilllegung der Mühle fortgeführt.
Die Mühle blieb nach ihrer Stilllegung für mehr als 60 Jahre ungenutzt. In den 1990er-Jahren wurde das zwischenzeitlich unter Denkmalschutz gestellte Bauwerk äußerlich restauriert und erhielt wieder ein Flügelkreuz nach altem Vorbild, das aber kein Mahlwerk mehr antrieb. Die Mühle ist heute unter der Nummer 374 in der entsprechenden Liste der Stadt Krefeld eingetragen.
Im Jahr 2012 wurden im Inneren des Mühlenanwesens Wohnräume eingerichtet.

## Aufbau und Technik
Die Bussmühle ist ein typischer Turmholländer niederrheinischer Bauart. Anders als bei den Holländischen Vorbildern ist am Niederrhein der Turm meist nicht als hölzerner, verkleideter Achtkant ausgebildet, sondern rund und aus Backstein gemauert.
Die Flügel waren Segelgatterflügel. Die Mühle war ein Erd- oder Wallholländer, d. h. die Flügel waren vom Boden bzw. von einem um die Mühle herum angeschütteten Wall oder dem Dach eines Nebengebäudes aus zugänglich. Auch das Drehen (Krühen) des Flügelkreuzes vor den Wind erfolgte von dort aus mittels eines hinten an der Kappe befestigten Schwertbalkensystems (Sterz).